# Chrysoperla lucasina
Chrysoperla lucasina is een insect uit de familie van de gaasvliegen (Chrysopidae), die tot de orde netvleugeligen (Neuroptera) behoort. 
Chrysoperla lucasina is voor het eerst wetenschappelijk beschreven door Lacroix in 1912.